# Jordi Domingo i Garcia-Milà
Jordi Domingo i Garcia-Milà   (1953) és un advocat català en els àmbits del dret civil, mercantil i processal. Es va llicenciar en Dret per la Universitat de Barcelona i forma part del Col·legi de l'Advocacia de Barcelona (ICAB) d'ençà de l'any 1975.
Durant la dictadura franquista, va participar en la resistència política des de la clandestinitat, primer a l'organització Bandera Roja i posteriorment al Partit Socialista Unificat de Catalunya (PSUC). Durant el període de transició democràtica, va participar en la refundació de les institucions catalanes, col·laborant amb diverses comissions d'assistència parlamentària. En l'àmbit professional, Jordi Domingo va ser soci fundador del despatx legal Bufet Jordi Domingo (BJD). Ha col·laborat en el desenvolupament de projectes empresarials a nivell internacional i, en especial, en països d'economia emergent. El despatx BJD va ser col·laborador de NNUU i membre del Centre de les Nacions Unides per a la Facilitació del Comerç i Desenvolupament del Comerç Electrònic (UN/CEFACT). Ha mantingut igualment una vinculació amb institucions acadèmiques i formatives com l'Escola de Pràctica Jurídica de l'ICAB, la Universitat de Barcelona i el Center for International Legal Studies de Salzburg.
En l'àmbit de l'activisme independentista, va ser membre originari i portaveu de la plataforma Constituïm que va elaborar un projecte de constitució per a la República de Catalunya, lliurat com a eina de debat i reflexió a la Presidenta del Parlament el maig de 2016. Fou igualment exsecretari del Consell Assessor per a l'impuls del Fòrum Cívic i Social per al Debat Constituent. Del 2021 al 2024 fou Cònsol Major del Consell de Vint del Consolat de Mar de la Cambra de Comerç de Barcelona. Del 2021 al 2025, fou president de la sindicatura electoral del Consell per la República. El 2025 es va presentar com a candidat a la presidència del Consell de la República, I en va ser escollit com a president amb gairebé el 66% dels vots.